# Lorentzfactor

Waarde van de lorentzfactor (γ) relatief aan de snelheid (v) met (c) als de lichtsnelheid.

De lorentzfactor is de factor waarmee in de relativiteitstheorie de tijddilatatie en de lengtecontractie wordt beschreven. De factor, die genoemd is naar de Nederlandse natuurkundige Hendrik Lorentz, is gedefinieerd als:
{\displaystyle \gamma ={\frac {1}{\sqrt {1-({\frac {v}{c}})^{2}}}}}
Hierin is {\displaystyle v} de snelheid van een object ten opzichte van een referentiekader en {\displaystyle c} de lichtsnelheid (2,998 · 108 m/s). Voor snelheden die de lichtsnelheid naderen, gaat {\displaystyle \gamma } naar oneindig en voor snelheden groter dan de lichtsnelheid wordt {\displaystyle \gamma } imaginair. Dit staat in direct verband met het feit dat geen enkel object sneller kan reizen dan het licht.
De factor {\displaystyle \gamma } komt naar voren in de lorentztransformaties, die de grondslag vormen voor de speciale relativiteitstheorie. Hierdoor komt deze factor veelvuldig voor in deze theorie, zoals in de uitdrukkingen voor tijddilatatie en lengtecontractie. 
De factor {\displaystyle \gamma } kan meetkundig worden geïllustreerd als de verhouding van de hypothenusa en een rechthoekszijde van een rechthoekige driehoek, als de verhouding van de hypothenusa en de andere rechthoekszijde de verhouding tussen {\displaystyle c} en {\displaystyle v} is. Zie ook het figuur bij de afleiding van de formule voor tijddilatatie.

## Energie
Een ander voorbeeld is de totale energie {\displaystyle E} van een deeltje dat zich met snelheid {\displaystyle v} voortbeweegt:
{\displaystyle E=\gamma mc^{2}}
waar {\displaystyle m} de rustmassa van het deeltje is. In de praktijk wordt vaak de energie van een deeltje genormaliseerd met het energie-equivalent van zijn rustmassa ({\displaystyle mc^{2}}), wat dus simpelweg {\displaystyle \gamma } oplevert. Om deze reden wordt {\displaystyle \gamma } ook wel de genormaliseerde energie of kortweg energie van een deeltje genoemd.
Voor een stilstaand deeltje is de energie gelijk aan
{\displaystyle E=mc^{2}}
de beroemde massa-energierelatie van Albert Einstein. 
Voor snelheden veel kleiner dan de lichtsnelheid kan {\displaystyle \gamma } worden benaderd met
{\displaystyle \gamma \approx 1+{\tfrac {1}{2}}\left({\frac {v}{c}}\right)^{2}}
en de energie van een deeltje met een lage snelheid is dus:
{\displaystyle E=\gamma mc^{2}=mc^{2}+{\tfrac {1}{2}}{\frac {mc^{2}v^{2}}{c^{2}}}=mc^{2}+{\tfrac {1}{2}}mv^{2}}
De tweede term is de bekende klassieke uitdrukking voor de kinetische energie van een deeltje met massa {\displaystyle m} en snelheid {\displaystyle v}. De energie van het deeltje gaat naar oneindig indien zijn snelheid de lichtsnelheid nadert. Het is (voor een deeltje met massa) dus onmogelijk om de lichtsnelheid te bereiken.

## Transformatie
Een voorwerp dat met een snelheid {\displaystyle v} beweegt heeft lorentzfactor {\displaystyle \gamma (v)=1/{\sqrt {1-(v/c)^{2}}}}. Als hetzelfde voorwerp wordt geobserveerd door een waarnemer die met een snelheid {\displaystyle u} beweegt in dezelfde richting als het voorwerp (in een ander inertiaalstelsel dus), heeft het voorwerp een andere snelheid {\displaystyle v'} en dus ook een andere lorentzfactor {\displaystyle \gamma (v')=1/{\sqrt {1-(v'/c)^{2}}}}. Deze kan ook rechtstreeks worden bepaald met behulp van de transformatie van relativistische snelheid 
({\displaystyle v'=(v-u)/(1-uv/c^{2})}). Voor een overzichtelijke berekening worden  de relatieve snelheden {\displaystyle V=v/c,V'=v'/c,U=u/c} en {\displaystyle U'=u'/c} ingevoerd:
{\displaystyle \gamma (v')={\frac {1}{\sqrt {1-V'^{2}}}}={\frac {1}{\sqrt {1-\left({\frac {V-U}{1-UV}}\right)^{2}}}}={\frac {1}{\sqrt {\frac {(1-UV)^{2}-(V-U)^{2}}{(1-UV)^{2}}}}}}
{\displaystyle ={\frac {1-UV}{\sqrt {1+U^{2}V^{2}-V^{2}-U^{2}}}}={\frac {1-UV}{\sqrt {(1-V^{2})(1-U^{2})}}}=\gamma (v)\gamma (u)(1-uv/c^{2})}
De lorentzfactor in het nieuwe stelsel is dus gelijk aan de lorentzfactor in het oude stelsel vermenigvuldigd met de lorentzfactor van de waarnemer en een factor die ook bij de snelheidstransformatie voorkomt. Deze transformatie is nodig om grootheden als massa, impuls en energie tussen stelsels te transformeren. 
Wanneer het voorwerp en de waarnemer niet in dezelfde richting bewegen moet rekening worden gehouden met de component ve evenwijdig aan {\displaystyle u} en de component vl loodrecht op {\displaystyle u}. Ook voor die tweede component is een transformatie van de relativistische snelheid. De transformatie van de lorentzfactor wordt nu als volgt uitgevoerd:
{\displaystyle \gamma (v')={\frac {1}{\sqrt {1-\left({\frac {v_{e}/c-u/c}{1-uv_{e}/c^{2}}}\right)^{2}-\left({\frac {{\sqrt {(1-(u/c)^{2}}}v_{l}/c}{1-uv_{e}/c^{2}}}\right)^{2}}}}}
{\displaystyle ={\frac {1-uv_{e}/c^{2}}{\sqrt {(1-(v_{e}/c)^{2}-(v_{l}/c)^{2})(1-(u/c)^{2})}}}=\gamma (v)\gamma (u)(1-uv_{e}/c^{2})}
De uitdrukking blijft dus hetzelfde. Alleen moet in de laatste component niet de totale snelheid van het voorwerp worden gebruikt maar de evenwijdige component ervan.